# Алфавит Фрейзера
Алфавит Фрейзера или Письмо лису — алфавит, созданный в 1915 году протестантским миссионером Джеймсом Фрейзером для языка лису. В настоящее время алфавит Фрейзера является официальным шрифтом для лису, проживающих в Китае. В 1930-е годы на алфавит Фрейзера также использовался миссионерами для изданий на языках наси и цзайва (аци).
В основе алфавита лежат заглавные буквы латинского алфавита. Также используются знаки, представляющие собой перевёрнутые сверху вниз или слева направо заглавные латинские буквы. Тоны обозначаются европейскими пунктуационными знаками.
Тона обозначаются знаками . , ., .. ʼ ; : _